# Gymnochanda limi
Gymnochanda limi är en fiskart som beskrevs av Kottelat, 1995. Gymnochanda limi ingår i släktet Gymnochanda och familjen Ambassidae. Inga underarter finns listade i Catalogue of Life.